# Walter Moretti
Walter Moretti (Argenta, 19 ottobre 1929 – Argenta, 22 aprile 2008) è stato uno storico della letteratura italiano.

## Biografia
Laureatosi in Lettere all'Università di Bologna, si perfezionò poi presso la Scuola Normale Superiore di Pisa e presso le Università di Madrid e di Freiburg (Germania). Conseguì la libera docenza, e successivamente, vincitore del concorso nazionale per il ruolo di professore ordinario, fu chiamato dall'Università di Ferrara a ricoprire la cattedra di Letteratura Italiana. 
Dedicò studi a Lorenzo Magalotti, passando poi alla ricerca sulla letteratura rinascimentale estense, approfondendo le figure di Tasso e Ariosto. Ma si occupò anche, con studi destinati a diventare dei classici della storia della letteratura italiana, a Monti, Leopardi, Pirandello e D'Annunzio. Gli ultimi studi, infine, furono dedicati a Giorgio Bassani, a conclusione di un lungo percorso tracciato all'insegna della tradizione letteraria ferrarese. È autore di oltre trenta pubblicazioni, cui vanno aggiunti circa duecento articoli e recensioni, apparsi nelle principali riviste letterarie italiane. Nel 2003 gli venne conferito il titolo di Professore emerito.

## Principali pubblicazioni
- W. Moretti, L'ultimo Ariosto, Bologna, Patron, 1977
- W. Moretti, Torquato Tasso, Bari, Laterza, 1980
- W. Moretti, Magalotti ritrattista e altri studi magalottiani, Modena, Mucchi, 1991
- W. Moretti, Ariosto narratore e la sua scuola, Bologna, Patron, 1993
- W. Moretti, Da Dante a Bassani: studi sulla tradizione letteraria ferrarese e altro, Firenze, Le Lettere, 2002